# Serie A1 w piłce siatkowej kobiet (2017/2018)
Serie A1 2017/2018 – 73. sezon walki o mistrzostwo Włoch organizowany przez Lega Pallavolo Serie A pod egidą Włoskiego Związku Piłki Siatkowej (wł. Federazione Italiana Pallavolo, FIPAV).

## Polki w Serie A
| Imię i nazwisko   | Klub                    |
| ----------------- | ----------------------- |
| Joanna Wołosz     | Imoco Volley Conegliano |
| Katarzyna Skorupa | Igor Gorgonzola Novara  |
| Berenika Tomsia   | Lardini Filottrano      |

## Drużyny uczestniczące
| \| \| Uczestnicy poprzedniej edycji \| \| \| \| --------------------------------------------------------------------------------------------------------------------------------------------------------------------------------- \| ----------------------------- \| - \| --- \| \| NOV \| Igor Gorgonzola Novara \| 1 \| LM \| \| MOD \| Liu Jo Nordmeccanica Modena \| 2 \| \| \| CON \| Imoco Volley Conegliano \| 3 \| LM \| \| CAS \| Pomì Casalmaggiore \| 4 \| CEV \| \| BER \| Foppapedretti Bergamo \| 5 \| \| \| SCA \| Savino Del Bene Scandicci \| 6 \| \| \| BUS \| Unendo Yamamay Busto Arsizio \| 7 \| CEV \| \| FIR \| Il Bisonte Firenze \| 8 \| \| \| MON \| Saugella Team Monza \| 9 \| \| \| \| Awans z Serie A2 \| \| \| \| FIL \| Lardini Filottrano \| 1 \| \| \| PES \| Robursport Volley Pesaro \| 2 \| \| \| LEG \| SAB Volley Legnano \| 3 \| \| \| Oznaczenia: - kolumna pierwsza – skróty nazw drużyn wpisane na mapie (jeśli ta została zamieszczona), - kolumna trzecia – miejsce zajęte przez daną drużynę w poprzednim sezonie. \| \| \| \| |                               | NOVMODCONCASBERSCABUSFIRMONFILPESLEG Lokalizacja klubów |     |
| | Uczestnicy poprzedniej edycji |                                                         |     |
| NOV | Igor Gorgonzola Novara        | 1                                                       | LM  |
| MOD | Liu Jo Nordmeccanica Modena   | 2                                                       |     |
| CON | Imoco Volley Conegliano       | 3                                                       | LM  |
| CAS | Pomì Casalmaggiore            | 4                                                       | CEV |
| BER | Foppapedretti Bergamo         | 5                                                       |     |
| SCA | Savino Del Bene Scandicci     | 6                                                       |     |
| BUS | Unendo Yamamay Busto Arsizio  | 7                                                       | CEV |
| FIR | Il Bisonte Firenze            | 8                                                       |     |
| MON | Saugella Team Monza           | 9                                                       |     |
| | Awans z Serie A2              |                                                         |     |
| FIL | Lardini Filottrano            | 1                                                       |     |
| PES | Robursport Volley Pesaro      | 2                                                       |     |
| LEG | SAB Volley Legnano            | 3                                                       |     |
| Oznaczenia: - kolumna pierwsza – skróty nazw drużyn wpisane na mapie (jeśli ta została zamieszczona), - kolumna trzecia – miejsce zajęte przez daną drużynę w poprzednim sezonie. |                               |                                                         |     |

## Hale sportowe
| Klub                         | Hala sportowa          | Liczba miejsc siedzących |
| ---------------------------- | ---------------------- | ------------------------ |
| Foppapedretti Bergamo        | PalaNorda              | 2250                     |
| Unendo Yamamay Busto Arsizio | PalaYamamay            | 5000                     |
| Pomì Casalmaggiore           | PalaRadi               | 3519                     |
| Imoco Volley Conegliano      | PalaVerde              | 5344                     |
| Lardini Filottrano           | PalaBaldinelli         | 4500                     |
| Il Bisonte Firenze           | Nelson Mandela Forum   | 7800                     |
| SAB Volley Legnano           | PalaBorsani            | 1650                     |
| Liu Jo Nordmeccanica Modena  | PalaPanini             | 5219                     |
| Saugella Team Monza          | Palazzetto dello Sport | 4500                     |
| Igor Gorgonzola Novara       | PalaTerdoppio          | 5000                     |
| Robursport Volley Pesaro     | Padiglione D           | 2000                     |
| Savino Del Bene Scandicci    | Palazzetto dello Sport | 2000                     |

## Rozgrywki

### Faza zasadnicza

#### Tabela wyników
| Gospodarz \ Gość1            | NOV | MOD | CON | CAS | BER | SCA | BUS | FIR | MON | FIL | PES | LEG |
| ---------------------------- | --- | --- | --- | --- | --- | --- | --- | --- | --- | --- | --- | --- |
| Igor Gorgonzola Novara       | -   | 3:0 | 2:3 | 3:2 | 3:0 | 3:0 | 3:2 | 3:0 | 3:1 | 3:1 | 3:2 | 3:0 |
| Liu Jo Nordmeccanica Modena  | 0:3 | -   | 2:3 | 3:1 | 3:0 | 0:3 | 2:3 | 1:3 | 2:3 | 3:0 | 3:0 | 3:2 |
| Imoco Volley Conegliano      | 2:3 | 2:3 | -   | 3:1 | 3:1 | 0:3 | 3:0 | 3:1 | 3:0 | 3:0 | 3:0 | 3:0 |
| Pomì Casalmaggiore           | 3:1 | 2:3 | 0:3 | -   | 2:3 | 3:1 | 2:3 | 3:1 | 1:3 | 3:0 | 0:3 | 3:2 |
| Foppapedretti Bergamo        | 3:2 | 1:3 | 1:3 | 1:3 | -   | 1:3 | 3:2 | 3:2 | 1:3 | 3:1 | 3:0 | 3:0 |
| Savino Del Bene Scandicci    | 0:3 | 3:0 | 1:3 | 3:0 | 3:2 | -   | 3:2 | 3:0 | 3:1 | 3:0 | 3:0 | 3:0 |
| Unendo Yamamay Busto Arsizio | 0:3 | 3:1 | 2:3 | 3:1 | 3:1 | 2:3 | -   | 3:1 | 3:0 | 3:0 | 3:0 | 3:0 |
| Il Bisonte Firenze           | 0:3 | 3:0 | 1:3 | 3:2 | 3:0 | 0:3 | 2:3 | -   | 3:1 | 3:0 | 3:0 | 3:0 |
| Saugella Team Monza          | 3:2 | 2:3 | 3:1 | 3:1 | 3:2 | 1:3 | 1:3 | 3:0 | -   | 3:1 | 2:3 | 3:1 |
| Lardini Filottrano           | 3:2 | 0:3 | 0:3 | 3:1 | 3:1 | 1:3 | 3:2 | 3:2 | 1:3 | -   | 3:1 | 2:3 |
| Robursport Volley Pesaro     | 0:3 | 2:3 | 3:1 | 3:1 | 3:0 | 2:3 | 3:0 | 3:2 | 2:3 | 3:1 | -   | 3:0 |
| SAB Volley Legnano           | 0:3 | 2:3 | 0:3 | 3:2 | 3:0 | 0:3 | 3:1 | 3:1 | 0:3 | 1:3 | 1:3 | -   |

Źródło:  (wł.)
1 Drużyna gospodarzy jest wymieniona po lewej stronie tabeli.
Kolory:
  zwycięstwo gospodarzy 3:0 lub 3:1
  zwycięstwo gospodarzy 3:2
  zwycięstwo gości 3:0 lub 3:1
  zwycięstwo gości 3:2

#### Terminarz i wyniki
| 1. kolejka | 1. kolejka | 1. kolejka                  | 1. kolejka                              | 1. kolejka                   | 1. kolejka | 1. kolejka |
| Data       | Godzina    | Gospodarz                   | Rezultat                                | Gość                         | Widzów     | Raport     |
| ---------- | ---------- | --------------------------- | --------------------------------------- | ---------------------------- | ---------- | ---------- |
| 14.10.2017 | 20:30      | Liu Jo Nordmeccanica Modena | 0:3 (14:25, 12:25, 14:25)               | Savino Del Bene Scandicci    | 1321       |            |
| 14.10.2017 | 20:30      | Pomì Casalmaggiore          | 0:3 (22:25, 20:25, 18:25)               | Imoco Volley Conegliano      |            |            |
| 14.10.2017 | 20:30      | Igor Gorgonzola Novara      | 3:2 (32:30, 25:22, 20:25, 21:25, 15:12) | Unendo Yamamay Busto Arsizio |            |            |
| 15.10.2017 | 17:00      | Lardini Filottrano          | 3:1 (20:25, 25:12, 25:19, 25:18)        | Robursport Volley Pesaro     | 1650       |            |
| 15.10.2017 | 17:00      | Il Bisonte Firenze          | 3:1 (25:23, 21:25, 25:23, 25:23)        | Saugella Team Monza          |            |            |
| 15.10.2017 | 17:00      | SAB Volley Legnano          | 3:0 (25:18, 25:14, 25:16)               | Foppapedretti Bergamo        | 1400       |            |

| 2. kolejka | 2. kolejka | 2. kolejka                   | 2. kolejka                       | 2. kolejka                  | 2. kolejka | 2. kolejka |
| Data       | Godzina    | Gospodarz                    | Rezultat                         | Gość                        | Widzów     | Raport     |
| ---------- | ---------- | ---------------------------- | -------------------------------- | --------------------------- | ---------- | ---------- |
| 21.10.2017 | 20:30      | Unendo Yamamay Busto Arsizio | 3:0 (25:18, 25:21, 25:16)        | Lardini Filottrano          | 2193       |            |
| 21.10.2017 | 20:30      | Savino Del Bene Scandicci    | 3:0 (25:18, 25:20, 25:19)        | Pomì Casalmaggiore          | 1200       |            |
| 22.10.2017 | 17:00      | Robursport Volley Pesaro     | 0:3 (19:25, 19:25, 19:25)        | Igor Gorgonzola Novara      | 1500       |            |
| 22.10.2017 | 17:00      | Foppapedretti Bergamo        | 1:3 (27:29, 25:19, 16:25, 18:25) | Liu Jo Nordmeccanica Modena | 1136       |            |
| 22.10.2017 | 17:00      | Saugella Team Monza          | 3:1 (28:26, 21:25, 25:18, 25:14) | SAB Volley Legnano          | 1481       |            |
| 25.10.2017 | 20:30      | Imoco Volley Conegliano      | 3:1 (20:25, 34:32, 25:21, 25:21) | Il Bisonte Firenze          | 3031       |            |

| 3. kolejka | 3. kolejka | 3. kolejka                  | 3. kolejka                              | 3. kolejka                   | 3. kolejka | 3. kolejka |
| Data       | Godzina    | Gospodarz                   | Rezultat                                | Gość                         | Widzów     | Raport     |
| ---------- | ---------- | --------------------------- | --------------------------------------- | ---------------------------- | ---------- | ---------- |
| 28.10.2017 | 20:30      | Saugella Team Monza         | 1:3 (25:15, 17:25, 17:25, 14:25)        | Savino Del Bene Scandicci    | 2023       |            |
| 28.10.2017 | 20:30      | SAB Volley Legnano          | 1:3 (25:18, 20:25, 22:25, 21:25)        | Robursport Volley Pesaro     | 850        |            |
| 28.10.2017 | 20:30      | Liu Jo Nordmeccanica Modena | 2:3 (25:22, 17:25, 18:25, 25:21, 13:15) | Unendo Yamamay Busto Arsizio | 1535       |            |
| 29.10.2017 | 17:00      | Il Bisonte Firenze          | 0:3 (14:25, 23:25, 13:25)               | Igor Gorgonzola Novara       | 1000       |            |
| 29.10.2017 | 17:00      | Lardini Filottrano          | 0:3 (15:25, 24:26, 16:25)               | Imoco Volley Conegliano      | 1550       |            |
| 29.10.2017 | 17:00      | Foppapedretti Bergamo       | 1:3 (12:25, 19:25, 25:21, 23:25)        | Pomì Casalmaggiore           |            |            |

| 4. kolejka | 4. kolejka | 4. kolejka                   | 4. kolejka                              | 4. kolejka                  | 4. kolejka | 4. kolejka |
| Data       | Godzina    | Gospodarz                    | Rezultat                                | Gość                        | Widzów     | Raport     |
| ---------- | ---------- | ---------------------------- | --------------------------------------- | --------------------------- | ---------- | ---------- |
| 04.11.2017 | 20:30      | Pomì Casalmaggiore           | 1:3 (19:25, 25:20, 21:25, 13:25)        | Saugella Team Monza         | 2712       |            |
| 04.11.2017 | 20:30      | Unendo Yamamay Busto Arsizio | 3:1 (25:14, 31:33, 25:11, 25:16)        | Foppapedretti Bergamo       | 2690       |            |
| 05.11.2017 | 17:00      | Imoco Volley Conegliano      | 3:0 (25:20, 25:20, 25:22)               | SAB Volley Legnano          | 3480       |            |
| 05.11.2017 | 17:00      | Igor Gorgonzola Novara       | 3:1 (19:25, 25:15, 25:22, 25:19)        | Lardini Filottrano          | 2650       |            |
| 05.11.2017 | 17:00      | Robursport Volley Pesaro     | 2:3 (25:27, 25:20, 22:25, 25:23, 12:15) | Liu Jo Nordmeccanica Modena | 1100       |            |
| 05.11.2017 | 19:30      | Il Bisonte Firenze           | 0:3 (14:25, 16:25, 14:25)               | Savino Del Bene Scandicci   | 3200       |            |

| 5. kolejka | 5. kolejka | 5. kolejka                  | 5. kolejka                       | 5. kolejka                   | 5. kolejka | 5. kolejka |
| Data       | Godzina    | Gospodarz                   | Rezultat                         | Gość                         | Widzów     | Raport     |
| ---------- | ---------- | --------------------------- | -------------------------------- | ---------------------------- | ---------- | ---------- |
| 11.11.2017 | 21:00      | SAB Volley Legnano          | 3:1 (25:20, 25:23, 17:25, 30:28) | Il Bisonte Firenze           | 850        |            |
| 12.11.2017 | 17:00      | Savino Del Bene Scandicci   | 3:0 (25:17, 25:18, 25:19)        | Lardini Filottrano           | 1180       |            |
| 12.11.2017 | 17:00      | Pomì Casalmaggiore          | 0:3 (25:27, 23:25, 13:25)        | Robursport Volley Pesaro     | 2403       |            |
| 12.11.2017 | 17:00      | Saugella Team Monza         | 1:3 (23:25, 25:12, 20:25, 21:25) | Unendo Yamamay Busto Arsizio | 2010       |            |
| 15.11.2017 | 20:30      | Liu Jo Nordmeccanica Modena | 0:3 (21:25, 20:25, 21:25)        | Igor Gorgonzola Novara       | 1614       |            |
| 15.11.2017 | 20:30      | Foppapedretti Bergamo       | 1:3 (18:25, 25:22, 17:25, 19:25) | Imoco Volley Conegliano      | 911        |            |

| 6. kolejka | 6. kolejka | 6. kolejka                   | 6. kolejka                              | 6. kolejka                  | 6. kolejka | 6. kolejka |
| Data       | Godzina    | Gospodarz                    | Rezultat                                | Gość                        | Widzów     | Raport     |
| ---------- | ---------- | ---------------------------- | --------------------------------------- | --------------------------- | ---------- | ---------- |
| 18.11.2017 | 20:45      | Imoco Volley Conegliano      | 3:0 (25:18, 25:13, 25:20)               | Saugella Team Monza         | 3230       |            |
| 19.11.2017 | 17:00      | Lardini Filottrano           | 0:3 (18:25, 17:25, 23:25)               | Liu Jo Nordmeccanica Modena | 1400       |            |
| 19.11.2017 | 17:00      | Igor Gorgonzola Novara       | 3:0 (25:18, 25:16, 25:22)               | Foppapedretti Bergamo       | 3000       |            |
| 19.11.2017 | 17:00      | Unendo Yamamay Busto Arsizio | 3:0 (30:28, 25:9, 25:15)                | SAB Volley Legnano          | 3018       |            |
| 19.11.2017 | 17:00      | Il Bisonte Firenze           | 3:2 (19:25, 25:27, 25:17, 25:22, 15:11) | Pomì Casalmaggiore          | 500        |            |
| 19.11.2017 | 17:00      | Robursport Volley Pesaro     | 2:3 (25:23, 20:25, 12:25, 25:18, 10:15) | Savino Del Bene Scandicci   | 1100       |            |

| 7. kolejka | 7. kolejka | 7. kolejka                   | 7. kolejka                              | 7. kolejka               | 7. kolejka | 7. kolejka |
| Data       | Godzina    | Gospodarz                    | Rezultat                                | Gość                     | Widzów     | Raport     |
| ---------- | ---------- | ---------------------------- | --------------------------------------- | ------------------------ | ---------- | ---------- |
| 22.11.2017 | 20:30      | Pomì Casalmaggiore           | 3:0 (25:14, 25:15, 25:20)               | Lardini Filottrano       | 2272       |            |
| 22.11.2017 | 20:30      | Savino Del Bene Scandicci    | 0:3 (18:25, 25:27, 21:25)               | Igor Gorgonzola Novara   | 1230       |            |
| 22.11.2017 | 20:30      | Liu Jo Nordmeccanica Modena  | 3:2 (25:18, 19:25, 26:28, 25:20, 15:10) | SAB Volley Legnano       | 1275       |            |
| 22.11.2017 | 20:30      | Saugella Team Monza          | 2:3 (23:25, 19:25, 25:22, 25:22, 12:15) | Robursport Volley Pesaro | 1030       |            |
| 22.11.2017 | 20:30      | Unendo Yamamay Busto Arsizio | 2:3 (24:26, 17:25, 25:23, 26:24, 11:15) | Imoco Volley Conegliano  | 2128       |            |
| 22.11.2017 | 20:30      | Foppapedretti Bergamo        | 3:2 (23:25, 27:25, 27:25, 19:25, 15:13) | Il Bisonte Firenze       | 844        |            |

| 8. kolejka | 8. kolejka | 8. kolejka               | 8. kolejka                              | 8. kolejka                   | 8. kolejka | 8. kolejka |
| Data       | Godzina    | Gospodarz                | Rezultat                                | Gość                         | Widzów     | Raport     |
| ---------- | ---------- | ------------------------ | --------------------------------------- | ---------------------------- | ---------- | ---------- |
| 25.11.2017 | 20:30      | Igor Gorgonzola Novara   | 3:2 (24:26, 20:25, 25:23, 25:20, 16:14) | Pomì Casalmaggiore           | 2750       |            |
| 26.11.2017 | 17:00      | SAB Volley Legnano       | 0:3 (13:25, 16:25, 22:25)               | Savino Del Bene Scandicci    | 850        |            |
| 26.11.2017 | 17:00      | Robursport Volley Pesaro | 3:0 (25:17, 25:19, 25:19)               | Foppapedretti Bergamo        | 900        |            |
| 26.11.2017 | 17:00      | Lardini Filottrano       | 1:3 (25:15, 20:25, 17:25, 20:25)        | Saugella Team Monza          | 900        |            |
| 26.11.2017 | 17:00      | Imoco Volley Conegliano  | 2:3 (21:25, 21:25, 25:15, 25:9, 12:15)  | Liu Jo Nordmeccanica Modena  | 4532       |            |
| 27.11.2017 | 20:30      | Il Bisonte Firenze       | 2:3 (25:14, 16:25, 22:25, 25:23, 11:15) | Unendo Yamamay Busto Arsizio | 500        |            |

| 9. kolejka | 9. kolejka | 9. kolejka                   | 9. kolejka                              | 9. kolejka               | 9. kolejka | 9. kolejka |
| Data       | Godzina    | Gospodarz                    | Rezultat                                | Gość                     | Widzów     | Raport     |
| ---------- | ---------- | ---------------------------- | --------------------------------------- | ------------------------ | ---------- | ---------- |
| 02.12.2017 | 20:30      | Foppapedretti Bergamo        | 3:1 (24:26, 25:22, 25:19, 25:20)        | Lardini Filottrano       | 1048       |            |
| 03.12.2017 | 17:00      | Unendo Yamamay Busto Arsizio | 3:0 (25:20, 25:18, 26:24)               | Robursport Volley Pesaro | 2424       |            |
| 03.12.2017 | 17:00      | Liu Jo Nordmeccanica Modena  | 1:3 (21:25, 12:25, 25:19, 17:25)        | Il Bisonte Firenze       | 1547       |            |
| 03.12.2017 | 17:00      | Savino Del Bene Scandicci    | 1:3 (26:24, 22:25, 22:25, 23:25)        | Imoco Volley Conegliano  | 1250       |            |
| 03.12.2017 | 17:00      | SAB Volley Legnano           | 3:2 (18:25, 25:18, 15:25, 25:23, 23:21) | Pomì Casalmaggiore       |            |            |
| 03.12.2017 | 17:00      | Saugella Team Monza          | 3:2 (25:23, 25:27, 21:25, 27:25, 16:14) | Igor Gorgonzola Novara   | 2103       |            |

| 10. kolejka | 10. kolejka | 10. kolejka               | 10. kolejka                             | 10. kolejka                  | 10. kolejka | 10. kolejka |
| Data        | Godzina     | Gospodarz                 | Rezultat                                | Gość                         | Widzów      | Raport      |
| ----------- | ----------- | ------------------------- | --------------------------------------- | ---------------------------- | ----------- | ----------- |
| 08.12.2017  | 16:00       | Pomì Casalmaggiore        | 2:3 (19:25, 25:17, 25:17, 19:25, 10:15) | Unendo Yamamay Busto Arsizio | 3089        |             |
| 09.12.2017  | 20:30       | Igor Gorgonzola Novara    | 2:3 (25:20, 19:25, 25:16, 23:25, 11:15) | Imoco Volley Conegliano      | 3300        |             |
| 10.12.2017  | 17:00       | Robursport Volley Pesaro  | 3:2 (25:17, 25:23, 20:25, 19:25, 15:6)  | Il Bisonte Firenze           | 950         |             |
| 10.12.2017  | 17:00       | Lardini Filottrano        | 2:3 (25:20, 25:16, 25:27, 23:25, 10:15) | SAB Volley Legnano           | 1100        |             |
| 10.12.2017  | 17:00       | Saugella Team Monza       | 2:3 (21:25, 29:31, 25:20, 25:20, 11:15) | Liu Jo Nordmeccanica Modena  | 1446        |             |
| 10.12.2017  | 17:00       | Savino Del Bene Scandicci | 3:2 (25:16, 26:28, 23:25, 25:18, 15:10) | Foppapedretti Bergamo        | 950         |             |

| 11. kolejka | 11. kolejka | 11. kolejka                  | 11. kolejka                            | 11. kolejka               | 11. kolejka | 11. kolejka |
| Data        | Godzina     | Gospodarz                    | Rezultat                               | Gość                      | Widzów      | Raport      |
| ----------- | ----------- | ---------------------------- | -------------------------------------- | ------------------------- | ----------- | ----------- |
| 16.12.2017  | 20:30       | Imoco Volley Conegliano      | 3:0 (25:23, 25:19, 25:19)              | Robursport Volley Pesaro  | 3380        |             |
| 16.12.2017  | 20:30       | Unendo Yamamay Busto Arsizio | 2:3 (25:16, 14:25, 26:24, 24:26, 9:15) | Savino Del Bene Scandicci | 2321        |             |
| 17.12.2017  | 17:00       | Il Bisonte Firenze           | 3:0 (25:18, 25:23, 25:21)              | Lardini Filottrano        | 650         |             |
| 17.12.2017  | 17:00       | SAB Volley Legnano           | 0:3 (25:27, 21:25, 16:25)              | Igor Gorgonzola Novara    | 850         |             |
| 17.12.2017  | 17:00       | Foppapedretti Bergamo        | 1:3 (25:27, 22:25, 25:17, 19:25)       | Saugella Team Monza       | 1061        |             |
| 17.12.2017  | 17:00       | Liu Jo Nordmeccanica Modena  | 3:1 (25:20, 23:25, 25:17, 25:20)       | Pomì Casalmaggiore        | 2105        |             |

| 12. kolejka | 12. kolejka | 12. kolejka                  | 12. kolejka                      | 12. kolejka                 | 12. kolejka | 12. kolejka |
| Data        | Godzina     | Gospodarz                    | Rezultat                         | Gość                        | Widzów      | Raport      |
| ----------- | ----------- | ---------------------------- | -------------------------------- | --------------------------- | ----------- | ----------- |
| 26.12.2017  | 16:00       | Robursport Volley Pesaro     | 3:1 (23:25, 25:14, 25:18, 25:23) | Lardini Filottrano          | 1000        |             |
| 26.12.2017  | 17:00       | Saugella Team Monza          | 3:0 (25:20, 25:20, 25:15)        | Il Bisonte Firenze          | 1425        |             |
| 26.12.2017  | 17:00       | Foppapedretti Bergamo        | 3:0 (25:20, 25:19, 25:23)        | SAB Volley Legnano          | 1355        |             |
| 26.12.2017  | 17:00       | Savino Del Bene Scandicci    | 3:0 (25:23, 25:14, 25:19)        | Liu Jo Nordmeccanica Modena | 1250        |             |
| 26.12.2017  | 17:00       | Unendo Yamamay Busto Arsizio | 0:3 (22:25, 20:25, 24:26)        | Igor Gorgonzola Novara      | 4149        |             |
| 26.12.2017  | 17:00       | Imoco Volley Conegliano      | 3:1 (25:15, 24:26, 25:21, 25:14) | Pomì Casalmaggiore          | 5231        |             |

| 13. kolejka | 13. kolejka | 13. kolejka                 | 13. kolejka                             | 13. kolejka                  | 13. kolejka | 13. kolejka |
| Data        | Godzina     | Gospodarz                   | Rezultat                                | Gość                         | Widzów      | Raport      |
| ----------- | ----------- | --------------------------- | --------------------------------------- | ---------------------------- | ----------- | ----------- |
| 06.01.2018  | 20:30       | Pomì Casalmaggiore          | 3:1 (25:19, 15:25, 25:21, 25:18)        | Savino Del Bene Scandicci    | 2815        |             |
| 07.01.2018  | 17:00       | SAB Volley Legnano          | 0:3 (18:25, 20:25, 13:25)               | Saugella Team Monza          | 700         |             |
| 07.01.2018  | 17:00       | Liu Jo Nordmeccanica Modena | 3:0 (25:22, 31:29, 25:18)               | Foppapedretti Bergamo        | 1560        |             |
| 07.01.2018  | 17:00       | Il Bisonte Firenze          | 1:3 (25:22, 11:25, 23:25, 12:25)        | Imoco Volley Conegliano      | 1000        |             |
| 07.01.2018  | 17:00       | Lardini Filottrano          | 3:2 (19:25, 25:19, 26:24, 17:25, 15:10) | Unendo Yamamay Busto Arsizio | 1600        |             |
| 07.01.2018  | 17:00       | Igor Gorgonzola Novara      | 3:2 (25:23, 27:25, 22:25, 19:25, 15:13) | Robursport Volley Pesaro     |             |             |

| 14. kolejka | 14. kolejka | 14. kolejka                  | 14. kolejka                             | 14. kolejka                 | 14. kolejka | 14. kolejka |
| Data        | Godzina     | Gospodarz                    | Rezultat                                | Gość                        | Widzów      | Raport      |
| ----------- | ----------- | ---------------------------- | --------------------------------------- | --------------------------- | ----------- | ----------- |
| 13.01.2018  | 20:30       | Unendo Yamamay Busto Arsizio | 3:1 (25:18, 23:25, 25:18, 25:20)        | Liu Jo Nordmeccanica Modena | 2509        |             |
| 14.01.2018  | 17:00       | Robursport Volley Pesaro     | 3:0 (25:15, 25:21, 25:13)               | SAB Volley Legnano          | 1200        |             |
| 14.01.2018  | 17:00       | Imoco Volley Conegliano      | 3:0 (25:19, 25:19, 28:26)               | Lardini Filottrano          | 3830        |             |
| 14.01.2018  | 17:00       | Igor Gorgonzola Novara       | 3:0 (25:19, 25:16, 25:22)               | Il Bisonte Firenze          | 2400        |             |
| 14.01.2018  | 17:00       | Savino Del Bene Scandicci    | 3:1 (16:25, 25:21, 25:23, 25:20)        | Saugella Team Monza         | 1130        |             |
| 14.01.2018  | 17:00       | Pomì Casalmaggiore           | 2:3 (25:19, 19:25, 19:25, 25:22, 10:15) | Foppapedretti Bergamo       | 3024        |             |

| 15. kolejka | 15. kolejka | 15. kolejka                 | 15. kolejka                             | 15. kolejka                  | 15. kolejka | 15. kolejka |
| Data        | Godzina     | Gospodarz                   | Rezultat                                | Gość                         | Widzów      | Raport      |
| ----------- | ----------- | --------------------------- | --------------------------------------- | ---------------------------- | ----------- | ----------- |
| 17.01.2018  | 20:30       | SAB Volley Legnano          | 0:3 (20:25, 11:25, 15:25)               | Imoco Volley Conegliano      | 728         |             |
| 17.01.2018  | 20:30       | Liu Jo Nordmeccanica Modena | 3:0 (25:13, 25:15, 25:21)               | Robursport Volley Pesaro     | 1363        |             |
| 17.01.2018  | 20:30       | Saugella Team Monza         | 3:1 (25:20, 25:18, 17:25, 25:20)        | Pomì Casalmaggiore           | 1226        |             |
| 17.01.2018  | 20:30       | Foppapedretti Bergamo       | 3:2 (21:25, 21:25, 25:17, 25:22, 15:10) | Unendo Yamamay Busto Arsizio | 1033        |             |
| 17.01.2018  | 20:30       | Lardini Filottrano          | 3:2 (25:21, 25:22, 24:26, 15:25, 17:15) | Igor Gorgonzola Novara       | 1500        |             |
| 18.01.2018  | 20:30       | Savino Del Bene Scandicci   | 3:0 (25:21, 25:23, 25:20)               | Il Bisonte Firenze           | 1250        |             |

| 16. kolejka | 16. kolejka | 16. kolejka                  | 16. kolejka                      | 16. kolejka                 | 16. kolejka | 16. kolejka |
| Data        | Godzina     | Gospodarz                    | Rezultat                         | Gość                        | Widzów      | Raport      |
| ----------- | ----------- | ---------------------------- | -------------------------------- | --------------------------- | ----------- | ----------- |
| 20.01.2018  | 20:30       | Robursport Volley Pesaro     | 3:1 (19:25, 25:23, 25:16, 25:21) | Pomì Casalmaggiore          | 1400        |             |
| 21.01.2018  | 17:00       | Unendo Yamamay Busto Arsizio | 3:0 (25:23, 26:24, 25:18)        | Saugella Team Monza         | 2915        |             |
| 21.01.2018  | 17:00       | Il Bisonte Firenze           | 3:0 (25:19, 25:18, 25:22)        | SAB Volley Legnano          | 400         |             |
| 21.01.2018  | 17:00       | Igor Gorgonzola Novara       | 3:0 (25:22, 29:27, 25:23)        | Liu Jo Nordmeccanica Modena | 2850        |             |
| 21.01.2018  | 17:00       | Imoco Volley Conegliano      | 3:1 (25:22, 24:26, 25:13, 25:15) | Foppapedretti Bergamo       | 4130        |             |
| 21.01.2018  | 17:00       | Lardini Filottrano           | 1:3 (25:22, 18:25, 15:25, 17:25) | Savino Del Bene Scandicci   | 1600        |             |

| 17. kolejka | 17. kolejka | 17. kolejka                 | 17. kolejka                             | 17. kolejka                  | 17. kolejka | 17. kolejka |
| Data        | Godzina     | Gospodarz                   | Rezultat                                | Gość                         | Widzów      | Raport      |
| ----------- | ----------- | --------------------------- | --------------------------------------- | ---------------------------- | ----------- | ----------- |
| 27.01.2018  | 20:30       | SAB Volley Legnano          | 3:1 (25:22, 25:19, 21:25, 25:21)        | Unendo Yamamay Busto Arsizio | 1150        |             |
| 27.01.2018  | 20:30       | Pomì Casalmaggiore          | 3:1 (25:22, 26:24, 16:25, 25:17)        | Il Bisonte Firenze           | 2581        |             |
| 28.01.2018  | 17:00       | Savino Del Bene Scandicci   | 3:0 (25:20, 25:13, 25:13)               | Robursport Volley Pesaro     | 1000        |             |
| 28.01.2018  | 17:00       | Liu Jo Nordmeccanica Modena | 3:0 (25:21, 25:23, 25:22)               | Lardini Filottrano           | 1354        |             |
| 28.01.2018  | 17:00       | Saugella Team Monza         | 3:1 (25:18, 25:19, 21:25, 25:22)        | Imoco Volley Conegliano      | 1922        |             |
| 28.01.2018  | 17:00       | Foppapedretti Bergamo       | 3:2 (25:23, 19:25, 28:26, 22:25, 15:11) | Igor Gorgonzola Novara       | 1486        |             |

| 18. kolejka | 18. kolejka | 18. kolejka              | 18. kolejka                             | 18. kolejka                  | 18. kolejka | 18. kolejka |
| Data        | Godzina     | Gospodarz                | Rezultat                                | Gość                         | Widzów      | Raport      |
| ----------- | ----------- | ------------------------ | --------------------------------------- | ---------------------------- | ----------- | ----------- |
| 03.02.2018  | 18:00       | Igor Gorgonzola Novara   | 3:0 (25:19, 27:25, 25:19)               | Savino Del Bene Scandicci    | 2850        |             |
| 03.02.2018  | 20:30       | Il Bisonte Firenze       | 3:0 (29:27, 30:28, 26:24)               | Foppapedretti Bergamo        | 800         |             |
| 04.02.2018  | 17:00       | Imoco Volley Conegliano  | 3:0 (25:19, 25:17, 25:17)               | Unendo Yamamay Busto Arsizio | 4230        |             |
| 04.02.2018  | 17:00       | Lardini Filottrano       | 3:1 (25:21, 25:23, 22:25, 25:20)        | Pomì Casalmaggiore           | 1450        |             |
| 04.02.2018  | 17:00       | SAB Volley Legnano       | 2:3 (25:22, 29:27, 18:25, 13:25, 15:17) | Liu Jo Nordmeccanica Modena  | 800         |             |
| 04.02.2018  | 17:00       | Robursport Volley Pesaro | 2:3 (17:25, 25:16, 23:25, 25:22, 10:15) | Saugella Team Monza          | 1000        |             |

| 19. kolejka | 19. kolejka | 19. kolejka                  | 19. kolejka                             | 19. kolejka              | 19. kolejka | 19. kolejka |
| Data        | Godzina     | Gospodarz                    | Rezultat                                | Gość                     | Widzów      | Raport      |
| ----------- | ----------- | ---------------------------- | --------------------------------------- | ------------------------ | ----------- | ----------- |
| 10.02.2018  | 20:30       | Saugella Team Monza          | 3:1 (25:9, 18:25, 25:22, 25:23)         | Lardini Filottrano       | 1589        |             |
| 10.02.2018  | 20:30       | Pomì Casalmaggiore           | 3:1 (25:23, 30:28, 15:25, 25:22)        | Igor Gorgonzola Novara   | 2891        |             |
| 10.02.2018  | 20:30       | Liu Jo Nordmeccanica Modena  | 2:3 (26:24, 10:25, 25:22, 19:25, 13:15) | Imoco Volley Conegliano  | 1781        |             |
| 11.02.2018  | 17:00       | Savino Del Bene Scandicci    | 3:0 (25:14, 25:13, 25:17)               | SAB Volley Legnano       | 1100        |             |
| 11.02.2018  | 17:00       | Foppapedretti Bergamo        | 3:0 (25:19, 26:24, 25:23)               | Robursport Volley Pesaro | 1231        |             |
| 11.02.2018  | 17:00       | Unendo Yamamay Busto Arsizio | 3:1 (25:16, 25:22, 20:25, 25:18)        | Il Bisonte Firenze       | 2670        |             |

| 20. kolejka | 20. kolejka | 20. kolejka              | 20. kolejka                             | 20. kolejka                  | 20. kolejka | 20. kolejka |
| Data        | Godzina     | Gospodarz                | Rezultat                                | Gość                         | Widzów      | Raport      |
| ----------- | ----------- | ------------------------ | --------------------------------------- | ---------------------------- | ----------- | ----------- |
| 24.02.2018  | 20:30       | Igor Gorgonzola Novara   | 3:1 (25:16, 25:15, 22:25, 25:19)        | Saugella Team Monza          | 2850        |             |
| 25.02.2018  | 17:00       | Imoco Volley Conegliano  | 0:3 (14:25, 22:25, 20:25)               | Savino Del Bene Scandicci    | 5132        |             |
| 25.02.2018  | 17:00       | Robursport Volley Pesaro | 3:0 (25:22, 25:18, 25:23)               | Unendo Yamamay Busto Arsizio | 1000        |             |
| 25.02.2018  | 17:00       | Il Bisonte Firenze       | 3:0 (27:25, 25:18, 25:23)               | Liu Jo Nordmeccanica Modena  | 1000        |             |
| 25.02.2018  | 17:00       | Lardini Filottrano       | 3:1 (16:25, 25:20, 26:24, 25:17)        | Foppapedretti Bergamo        | 1500        |             |
| 25.02.2018  | 17:00       | Pomì Casalmaggiore       | 3:2 (25:18, 15:25, 25:21, 23:25, 21:19) | SAB Volley Legnano           | 2378        |             |

| 21. kolejka | 21. kolejka | 21. kolejka                  | 21. kolejka                             | 21. kolejka               | 21. kolejka | 21. kolejka |
| Data        | Godzina     | Gospodarz                    | Rezultat                                | Gość                      | Widzów      | Raport      |
| ----------- | ----------- | ---------------------------- | --------------------------------------- | ------------------------- | ----------- | ----------- |
| 03.03.2018  | 20:30       | Foppapedretti Bergamo        | 1:3 (22:25, 25:23, 19:25, 17:25)        | Savino Del Bene Scandicci | 1679        |             |
| 04.03.2018  | 17:00       | Il Bisonte Firenze           | 3:0 (25:16, 25:18, 25:20)               | Robursport Volley Pesaro  | 1300        |             |
| 04.03.2018  | 17:00       | SAB Volley Legnano           | 1:3 (25:18, 22:25, 23:25, 20:25)        | Lardini Filottrano        | 600         |             |
| 04.03.2018  | 17:00       | Imoco Volley Conegliano      | 2:3 (21:25, 22:25, 25:19, 25:16, 11:15) | Igor Gorgonzola Novara    | 5344        |             |
| 04.03.2018  | 17:00       | Liu Jo Nordmeccanica Modena  | 2:3 (25:23, 25:19, 21:25, 21:25, 12:15) | Saugella Team Monza       | 1675        |             |
| 05.03.2018  | 20:30       | Unendo Yamamay Busto Arsizio | 3:1 (22:25, 25:14, 25:15, 25:18)        | Pomì Casalmaggiore        | 2143        |             |

| 22. kolejka | 22. kolejka | 22. kolejka               | 22. kolejka                             | 22. kolejka                  | 22. kolejka | 22. kolejka |
| Data        | Godzina     | Gospodarz                 | Rezultat                                | Gość                         | Widzów      | Raport      |
| ----------- | ----------- | ------------------------- | --------------------------------------- | ---------------------------- | ----------- | ----------- |
| 10.03.2018  | 20:30       | Igor Gorgonzola Novara    | 3:0 (25:20, 25:16, 25:21)               | SAB Volley Legnano           | 3050        |             |
| 10.03.2018  | 20:30       | Robursport Volley Pesaro  | 3:1 (19:25, 26:24, 25:21, 25:20)        | Imoco Volley Conegliano      | 1500        |             |
| 10.03.2018  | 20:30       | Pomì Casalmaggiore        | 2:3 (25:17, 25:20, 21:25, 24:26, 10:15) | Liu Jo Nordmeccanica Modena  | 2707        |             |
| 10.03.2018  | 20:30       | Lardini Filottrano        | 3:2 (25:18, 20:25, 28:30, 25:22, 15:13) | Il Bisonte Firenze           | 2300        |             |
| 10.03.2018  | 20:30       | Savino Del Bene Scandicci | 3:2 (24:26, 20:25, 25:13, 26:24, 15:10) | Unendo Yamamay Busto Arsizio | 1250        |             |
| 10.03.2018  | 20:30       | Saugella Team Monza       | 3:2 (21:25, 25:21, 25:23, 19:25, 15:13) | Foppapedretti Bergamo        |             |             |

#### Tabela
| Lp. | Drużyna                      | Pkt | Mecze | Mecze | Mecze | Rodzaj wyniku | Rodzaj wyniku | Rodzaj wyniku | Rodzaj wyniku | Rodzaj wyniku | Rodzaj wyniku | Sety | Sety | Sety  | Małe punkty | Małe punkty | Małe punkty |
| Lp. | Drużyna                      | Pkt | M     | W     | P     | 3:0           | 3:1           | 3:2           | 2:3           | 1:3           | 0:3           | wyg. | prz. | stos. | zdob.       | str.        | stos.       |
| --- | ---------------------------- | --- | ----- | ----- | ----- | ------------- | ------------- | ------------- | ------------- | ------------- | ------------- | ---- | ---- | ----- | ----------- | ----------- | ----------- |
| 1   | Igor Gorgonzola Novara       | 51  | 22    | 17    | 5     | 11            | 2             | 4             | 4             | 1             | 0             | 60   | 25   | 2.4   | 1992        | 1778        | 1.12        |
| 2   | Savino Del Bene Scandicci    | 50  | 22    | 18    | 4     | 10            | 4             | 4             | 0             | 2             | 2             | 56   | 24   | 2.33  | 1865        | 1560        | 1.2         |
| 3   | Imoco Volley Conegliano      | 50  | 22    | 17    | 5     | 8             | 6             | 3             | 2             | 2             | 1             | 57   | 27   | 2.11  | 1962        | 1701        | 1.15        |
| 4   | Unendo Yamamay Busto Arsizio | 39  | 22    | 12    | 10    | 4             | 5             | 3             | 6             | 1             | 3             | 49   | 41   | 1.2   | 1977        | 1899        | 1.04        |
| 5   | Saugella Team Monza          | 37  | 22    | 13    | 9     | 2             | 7             | 4             | 2             | 5             | 2             | 48   | 42   | 1.14  | 1989        | 1943        | 1.02        |
| 6   | Liu Jo Nordmeccanica Modena  | 33  | 22    | 12    | 10    | 4             | 2             | 6             | 3             | 2             | 5             | 44   | 44   | 1     | 1888        | 1939        | 0.97        |
| 7   | Robursport Volley Pesaro     | 32  | 22    | 10    | 12    | 4             | 4             | 2             | 4             | 1             | 7             | 39   | 44   | 0.89  | 1776        | 1820        | 0.98        |
| 8   | Il Bisonte Firenze           | 27  | 22    | 8     | 14    | 5             | 2             | 1             | 4             | 5             | 5             | 37   | 46   | 0.8   | 1807        | 1881        | 0.96        |
| 9   | Pomì Casalmaggiore           | 23  | 22    | 6     | 16    | 1             | 4             | 1             | 6             | 7             | 3             | 37   | 54   | 0.69  | 1924        | 2037        | 0.94        |
| 10  | Foppapedretti Bergamo        | 19  | 22    | 7     | 15    | 2             | 1             | 4             | 2             | 8             | 5             | 33   | 54   | 0.61  | 1848        | 2025        | 0.91        |
| 11  | Lardini Filottrano           | 19  | 22    | 7     | 15    | 0             | 4             | 3             | 1             | 6             | 8             | 29   | 55   | 0.53  | 1753        | 1937        | 0.91        |
| 12  | SAB Volley Legnano           | 16  | 22    | 5     | 17    | 1             | 2             | 2             | 3             | 3             | 11            | 24   | 57   | 0.42  | 1642        | 1903        | 0.86        |

Źródło: legavolleyfemminile.it (wł.)
Punktacja: 3:0 i 3:1 – 3 pkt; 3:2 – 2 pkt; 2:3 – 1 pkt; 1:3 i 0:3 – 0 pkt
Zasady ustalania kolejności: 1. liczba punktów; 2. stosunek setów; 3. stosunek małych punktów; 4. bilans w bezpośrednich meczach
     faza play-off
     spadek do Serie A2
- Klub SAB Volley Legnano został ukarany odjęciem jednego punktu karnego z powodu nieopłacenia od dwóch miesięcy byłemu trenerowi Andrei Pistoli
- Włoski klub ukarany finansowo i odjęciem 5 punktów odjętych po decyzjach Trybunału FIPAV poprzez zaległości finansowe, powinien mieć 11 punktów w tabeli

## Faza play-off

### Drabinka
|  |              |                              |              |                              |              |              |              |                           |                        |           |           |           |           |           |           |           |  |  |        |        |        |        |        |        |        |
|  | Ćwierćfinały | Ćwierćfinały                 | Ćwierćfinały | Ćwierćfinały                 | Ćwierćfinały | Ćwierćfinały | Ćwierćfinały |                           |                        | Półfinały | Półfinały | Półfinały | Półfinały | Półfinały | Półfinały | Półfinały |  |  | Finały | Finały | Finały | Finały | Finały | Finały | Finały |
|  | Ćwierćfinały | Ćwierćfinały                 | Ćwierćfinały | Ćwierćfinały                 | Ćwierćfinały | Ćwierćfinały | Ćwierćfinały |                           |                        | Półfinały | Półfinały | Półfinały | Półfinały | Półfinały | Półfinały | Półfinały |  |  | Finały | Finały | Finały | Finały | Finały | Finały | Finały |
|  |              |                              |              |                              |              |              |              |                           |                        |           |           |           |           |           |           |           |  |  |        |        |        |        |        |        |        |
|  |              |                              |              |                              |              |              |              |                           |                        |           |           |           |           |           |           |           |  |  |        |        |        |        |        |        |        |
|  | 1            | Igor Gorgonzola Novara       | 3            | 3                            |              |              |              |                           |                        |           |           |           |           |           |           |           |  |  |        |        |        |        |        |        |        |
|  | 1            | Igor Gorgonzola Novara       | 3            | 3                            |              |              |              |                           |                        |           |           |           |           |           |           |           |  |  |        |        |        |        |        |        |        |
|  | 8            | Il Bisonte Firenze           | 1            | 1                            |              |              |              |                           |                        |           |           |           |           |           |           |           |  |  |        |        |        |        |        |        |        |
|  | 8            | Il Bisonte Firenze           | 1            | 1                            |              |              | 1            | Igor Gorgonzola Novara    | 3                      | 3         | 3         |           |           |           |           |           |  |  |        |        |        |        |        |        |        |
|  |              |                              |              |                              |              |              |              | Igor Gorgonzola Novara    | 3                      | 3         | 3         |           |           |           |           |           |  |  |        |        |        |        |        |        |        |
|  |              |                              | 4            | Unendo Yamamay Busto Arsizio | 0            | 0            | 0            |                           |                        |           |           |           |           |           |           |           |  |  |        |        |        |        |        |        |        |
|  | 4            | Unendo Yamamay Busto Arsizio | 4            | Unendo Yamamay Busto Arsizio | 0            | 0            | 0            | 1                         | 3                      | 3         |           |           |           |           |           |           |  |  |        |        |        |        |        |        |        |
|  | 4            | Unendo Yamamay Busto Arsizio |              |                              |              |              |              |                           |                        |           |           |           |           |           |           |           |  |  |        |        |        |        |        |        |        |
|  | 5            | Saugella Team Monza          | 3            | 1                            | 0            |              |              |                           |                        |           |           |           |           |           |           |           |  |  |        |        |        |        |        |        |        |
|  | 5            | Saugella Team Monza          | 3            | 1                            | 0            |              |              | 1                         | Igor Gorgonzola Novara | 3         | 2         | 0         | 1         |           |           |           |  |  |        |        |        |        |        |        |        |
|  |              |                              |              |                              |              |              |              |                           |                        |           |           |           |           |           |           |           |  |  |        |        |        |        |        |        |        |
|  |              |                              | 3            | Imoco Volley Conegliano      | 0            | 3            | 3            | 3                         |                        |           |           |           |           |           |           |           |  |  |        |        |        |        |        |        |        |
|  | 2            | Savino Del Bene Scandicci    | 3            | Imoco Volley Conegliano      | 0            | 3            | 3            | 3                         | 3                      | 3         |           |           |           |           |           |           |  |  |        |        |        |        |        |        |        |
|  | 2            | Savino Del Bene Scandicci    |              |                              |              |              |              |                           |                        |           |           |           |           |           |           |           |  |  |        |        |        |        |        |        |        |
|  | 7            | Robursport Volley Pesaro     | 0            | 1                            |              |              |              |                           |                        |           |           |           |           |           |           |           |  |  |        |        |        |        |        |        |        |
|  | 7            | Robursport Volley Pesaro     | 0            | 1                            |              |              | 2            | Savino Del Bene Scandicci | 0                      | 1         | 0         |           |           |           |           |           |  |  |        |        |        |        |        |        |        |
|  |              |                              |              |                              |              |              |              | Savino Del Bene Scandicci | 0                      | 1         | 0         |           |           |           |           |           |  |  |        |        |        |        |        |        |        |
|  |              |                              | 3            | Imoco Volley Conegliano      | 3            | 3            | 3            |                           |                        |           |           |           |           |           |           |           |  |  |        |        |        |        |        |        |        |
|  | 3            | Imoco Volley Conegliano      | 3            | Imoco Volley Conegliano      | 3            | 3            | 3            | 3                         | 3                      |           |           |           |           |           |           |           |  |  |        |        |        |        |        |        |        |
|  | 3            | Imoco Volley Conegliano      |              |                              |              |              |              |                           |                        |           |           |           |           |           |           |           |  |  |        |        |        |        |        |        |        |
|  | 6            | Liu Jo Nordmeccanica Modena  | 0            | 1                            |              |              |              |                           |                        |           |           |           |           |           |           |           |  |  |        |        |        |        |        |        |        |
|  | 6            | Liu Jo Nordmeccanica Modena  | 0            | 1                            |              |              |              |                           |                        |           |           |           |           |           |           |           |  |  |        |        |        |        |        |        |        |

### Ćwierćfinały
(do 2 zwycięstw)
| Data       | Godzina | Gospodarz              | Rezultat                         | Gość                   | Widzów | Raport |
| ---------- | ------- | ---------------------- | -------------------------------- | ---------------------- | ------ | ------ |
| 17.03.2018 | 20:30   | Igor Gorgonzola Novara | 3:0 (25:20, 25:15, 24:26, 25:16) | Il Bisonte Firenze     | 2100   |        |
| 25.03.2018 | 17:00   | Il Bisonte Firenze     | 1:3 (25:17, 23:25, 22:25, 22:25) | Igor Gorgonzola Novara | 1400   |        |

| Data       | Godzina | Gospodarz                    | Rezultat                         | Gość                         | Widzów | Raport |
| ---------- | ------- | ---------------------------- | -------------------------------- | ---------------------------- | ------ | ------ |
| 17.03.2018 | 20:30   | Unendo Yamamay Busto Arsizio | 1:3 (25:19, 19:25, 23:25, 23:25) | Saugella Team Monza          | 2370   |        |
| 25.03.2018 | 17:00   | Saugella Team Monza          | 1:3 (10:25, 25:17, 15:25, 18:25) | Unendo Yamamay Busto Arsizio | 3447   |        |
| 28.03.2018 | 20:30   | Unendo Yamamay Busto Arsizio | 3:0 (25:18, 25:19, 25:17)        | Saugella Team Monza          | 2525   |        |

| Data       | Godzina | Gospodarz                 | Rezultat                         | Gość                      | Widzów | Raport |
| ---------- | ------- | ------------------------- | -------------------------------- | ------------------------- | ------ | ------ |
| 18.03.2018 | 17:00   | Savino Del Bene Scandicci | 3:0 (25:15, 25:21, 25:21)        | Robursport Volley Pesaro  | 1250   |        |
| 24.03.2018 | 20:30   | Robursport Volley Pesaro  | 1:3 (25:23, 20:25, 23:25, 19:25) | Savino Del Bene Scandicci | 2800   |        |

| Data       | Godzina | Gospodarz                   | Rezultat                         | Gość                        | Widzów | Raport |
| ---------- | ------- | --------------------------- | -------------------------------- | --------------------------- | ------ | ------ |
| 18.03.2018 | 17:00   | Imoco Volley Conegliano     | 3:0 (25:16, 25:16, 25:16)        | Liu Jo Nordmeccanica Modena | 3730   |        |
| 25.03.2018 | 17:00   | Liu Jo Nordmeccanica Modena | 1:3 (19:25, 23:25, 25:23, 20:25) | Imoco Volley Conegliano     | 1823   |        |

### Półfinały
(do 3 zwycięstw)
| Data       | Godzina | Gospodarz                    | Rezultat                  | Gość                         | Widzów | Raport |
| ---------- | ------- | ---------------------------- | ------------------------- | ---------------------------- | ------ | ------ |
| 02.04.2018 | 17:00   | Igor Gorgonzola Novara       | 3:0 (25:21, 25:19, 25:16) | Unendo Yamamay Busto Arsizio | 3250   |        |
| 08.04.2018 | 17:00   | Igor Gorgonzola Novara       | 3:0 (25:19, 25:18, 25:22) | Unendo Yamamay Busto Arsizio | 2900   |        |
| 11.04.2018 | 20:30   | Unendo Yamamay Busto Arsizio | 0:3 (20:25, 15:25, 24:26) | Igor Gorgonzola Novara       | 2306   |        |

| Data       | Godzina | Gospodarz                 | Rezultat                         | Gość                      | Widzów | Raport |
| ---------- | ------- | ------------------------- | -------------------------------- | ------------------------- | ------ | ------ |
| 31.03.2018 | 20:30   | Savino Del Bene Scandicci | 0:3 (23:25, 23:25, 20:25)        | Imoco Volley Conegliano   | 3000   |        |
| 07.04.2018 | 20:30   | Imoco Volley Conegliano   | 3:1 (17:25, 25:19, 25:16, 25:19) | Savino Del Bene Scandicci | 4631   |        |
| 10.04.2018 | 20:30   | Savino Del Bene Scandicci | 0:3 (22:25, 23:25, 16:25)        | Imoco Volley Conegliano   | 1500   |        |

### Finał
(do 3 zwycięstw)
| Data       | Godzina | Gospodarz               | Rezultat                                | Gość                    | Widzów | Raport |
| ---------- | ------- | ----------------------- | --------------------------------------- | ----------------------- | ------ | ------ |
| 18.04.2018 | 20:30   | Igor Gorgonzola Novara  | 3:0 (25:23, 25:20, 25:21)               | Imoco Volley Conegliano | 3300   |        |
| 21.04.2018 | 20:30   | Imoco Volley Conegliano | 3:2 (30:28, 25:15, 23:25, 20:25, 15:13) | Igor Gorgonzola Novara  | 5344   |        |
| 25.04.2018 | 17:00   | Igor Gorgonzola Novara  | 0:3 (12:25, 19:25, 19:25)               | Imoco Volley Conegliano |        |        |
| 29.04.2018 | 18:00   | Imoco Volley Conegliano | 3:1 (28:26, 25:21, 22:25, 25:12)        | Igor Gorgonzola Novara  | 5344   |        |

## Transfery
| Igor Gorgonzola Novara | Igor Gorgonzola Novara |
| Przychodzą | Odchodzą |
| --- | --- |
| - Katarzyna Skorupa (Imoco Volley Conegliano) - Lauren Gibbemeyer (Pomì Casalmaggiore) - Stephanie Enright (Il Bisonte Firenze) - Anti Wasilandonaki (Unendo Yamamay Busto Arsizio) - Paola Egonu (Club Italia) - Letizia Camera (AS Saint-Raphaël VB) | - Katarina Barun-Šušnjar (Liu Jo Nordmeccanica Modena) - Laura Dijkema (szuka klubu) - Judith Pietersen (przerwa w karierze) - Cristina Barcellini (szuka klubu) - Sara Alberti (Il Bisonte Firenze) - Carlotta Cambi (Robursport Volley Pesaro) - Melissa Donà (Volley Soverato) - Sofia D'Odorico (szuka klubu) |

| Liu Jo Nordmeccanica Modena | Liu Jo Nordmeccanica Modena |
| Przychodzą | Odchodzą |
| --- | --- |
| - Katarina Barun-Šušnjar (Igor Gorgonzola Novara) - Madelaynne Montaño (Chemik Police) - Jovana Vesović (Telekom Baku) - Mina Tomić (Chimik Jużne) - Raffaella Calloni (Il Bisonte Firenze) - Giulia Pincerato (Volksbank Südtirol Bolzano) - Veronica Bisconti (Volley Soverato) - Aurora Pistolesi (Scuola di Pallavolo Anderlini) | - Neriman Özsoy (Toyota Auto Body Queenseis) - Yvon Beliën (Bursa Büyükşehir Belediyesi) - Jovana Brakočević (CSM Bukareszt) - Marika Bianchini (Savino Del Bene Scandicci) - Francesca Marcon (Foppapedretti Bergamo) - Valeria Caracuta (SAB Volley Legnano) - Federica Valeriano (szuka klubu) - Alessandra Petrucci (szuka klubu) |
| w trakcie sezonu | |
| - Judith Pietersen (Igor Gorgonzola Novara) - Symone Abbott (Northwestern University) - Camilla Mingardi (SAB Volley Legnano) | - Jovana Vesović (szuka klubu) - Mina Tomić (Bartoccini Gioiellerie Perugia) |

| Imoco Volley Conegliano | Imoco Volley Conegliano |
| Przychodzą | Odchodzą |
| --- | --- |
| - Joanna Wołosz (Chemik Police) - Kimberly Hill (VakıfBank Stambuł) - Megan Hodge-Easy (Henan Volleyball) - Samanta Fabris (Pomì Casalmaggiore) - Atina Papafotiou (ASPTT Miluza) - Laura Melandri (Il Bisonte Firenze) - Anna Nicoletti (Saugella Team Monza) | - Katarzyna Skorupa (Igor Gorgonzola Novara) - Kelsey Robinson (VakıfBank Stambuł) - Nicole Fawcett (Dentil/Praia Clube) - Serena Ortolani (Saugella Team Monza) - Ofelia Malinov (Foppapedretti Bergamo) - Jenny Barazza (Entu Hermaea Olbia) - Carolina Costagrande (szuka klubu) |
| w trakcie sezonu | |
| - Simone Lee (University of Pennsylvania) - Marta Bechis (Il Bisonte Firenze) | - Atina Papafotiou (szuka klubu) |

| Pomì Casalmaggiore | Pomì Casalmaggiore |
| Przychodzą | Odchodzą |
| --- | --- |
| - Brayelin Martínez (Unendo Yamamay Busto Arsizio) - Zeng Chunlei (Beijing BAW) - Sarah Pavan (Guohua Life Shanghai) - Megan Cyr (Neuchâtel Université) - Ana Starčević (Halkbank Ankara) - Eleonora Lo Bianco (Foppapedretti Bergamo) - Martina Guiggi (Foppapedretti Bergamo) - Marina Zambelli (Volksbank Südtirol Bolzano) - Giulia Rondon (Savino Del Bene Scandicci) - Valentina Zago (Savino Del Bene Scandicci) - Francesca Napodano (Volleyrò Casal de' Pazzi) | - Carli Lloyd (Hinode Barueri) - Lauren Gibbemeyer (Igor Gorgonzola Novara) - Samanta Fabris (Imoco Volley Conegliano) - Klara Perić (Club Voleibol Barcelona) - Carmen Țurlea (zakończenie kariery) - Lorena Zuleta (Bartoccini Gioiellerie Perugia) - Lucia Bosetti (Savino Del Bene Scandicci) - Valentina Tirozzi (Il Bisonte Firenze) - Lucia Bacchi (Olimpia Teodora Rawenna) - Giulia Gibertini (Battistelli S.G. Marignano) |
| w trakcie sezonu | |
| - Maret Balkestein-Grothues (Chemik Police) - Andrea Drews (SAB Volley Legnano) | - Zeng Chunlei (Beijing BAW) - Sarah Pavan (szuka klubu) - Megan Cyr (szuka klubu) |

| Foppapedretti Bergamo | Foppapedretti Bergamo |
| Przychodzą | Odchodzą |
| --- | --- |
| - Sanja Malagurski (Metalleghe Sanitars Montichiari) - Ema Strunjak (Mladost Zagrzeb) - Roslandy Acosta (SC Poczdam) - Francesca Marcon (Liu Jo Nordmeccanica Modena) - Ofelia Malinov (Imoco Volley Conegliano) - Jennifer Boldini (Metalleghe Sanitars Montichiari) - Lucia Imperiali (Amatori Atletica Orago) | - Katarzyna Skowrońska-Dolata (Hinode Barueri) - Suelen Pinto (Dentil/Praia Clube) - Eva Mori (Béziers Volley) - Eleonora Lo Bianco (Pomì Casalmaggiore) - Martina Guiggi (Pomì Casalmaggiore) - Alessia Gennari (Unendo Yamamay Busto Arsizio) - Laura Partenio (urlop macierzyński) - Anna Venturini (Arena Volley Werona) |

| Savino Del Bene Scandicci | Savino Del Bene Scandicci |
| Przychodzą | Odchodzą |
| --- | --- |
| - Isabelle Haak (Béziers Volley) - Bethania de la Cruz (Dinamo Moskwa) - Lauren Carlini (University of Wisconsin) - Yelizaveta Səmədova (Telekom Baku) - Marika Bianchini (Liu Jo Nordmeccanica Modena) - Lucia Bosetti (Pomì Casalmaggiore) - Valeria Papa (Volksbank Südtirol Bolzano) - Isabella Di Iulio (Robursport Volley Pesaro) - Giulia Mancini (Club Italia) - Martina Ferrara (Club Italia) | - Floortje Meijners (przerwa w karierze) - Áurea Cruz (Bosca San Bernardo Cuneo) - Aneta Havlíčková (Türk Hava Yolları Spor Kulübü) - Sara Loda (Saugella Team Monza) - Giulia Rondon (Pomì Casalmaggiore) - Valentina Zago (Pomì Casalmaggiore) - Lucia Crisanti (Sassuolo Volley) - Luisa Casillo (Battistelli SG Marignano) - Chiara Scacchetti (Olimpia Teodora Rawenna) - Alice Giampietri (Bartoccini Gioiellerie Perugia) |

| Unendo Yamamay Busto Arsizio | Unendo Yamamay Busto Arsizio |
| Przychodzą | Odchodzą |
| --- | --- |
| - Michelle Bartsch (Volksbank Südtirol Bolzano) - Sarah Wilhite (University of Minnesota) - Siłwana Czauszewa (Marica Płowdiw) - Alessia Orro (Club Italia) - Alessia Gennari (Foppapedretti Bergamo) - Stefania Dall'Igna (Saugella Team Monza) - Vittoria Piani (Club Italia) - Alexandra Botezat (Club Italia) | - Agata Witkowska (Grot Budowlani Łódź) - Brayelin Martínez (Pomì Casalmaggiore) - Anti Wasilandonaki (Igor Gorgonzola Novara) - Noemi Signorile (CSM Bukareszt) - Valentina Fiorin (szuka klubu) - Giulia Pisani (szuka klubu) - Serena Moneta (Polisportiva Due Principati Volley) - Caterina Cialfi (Futura Volley Giovani Busto Arsizio) |

| Il Bisonte Firenze | Il Bisonte Firenze |
| Przychodzą | Odchodzą |
| --- | --- |
| - Daly Santana (ASPTT Miluza) - Hannah Tapp (Schweriner SC) - Ivana Miloš (Bursa BBSK) - Valentina Tirozzi (Pomì Casalmaggiore) - Chiara Di Iulio (powrót z urlopu macierzyńskiego) - Sara Alberti (Igor Gorgonzola Novara) | - Stephanie Enright (Igor Gorgonzola Novara) - Odina Bayramova (Seramiksan Spor Turgutlu) - Raffaella Calloni (Liu Jo Nordmeccanica Modena) - Laura Melandri (Imoco Volley Conegliano) - Natalia Guadalupe Brussa (zakończenie kariery) - Vittoria Repice (Bartoccini Gioiellerie Perugia) - Maria Chiara Norgini (Volley Millenium Brescia) |
| w trakcie sezonu | |
| - Laura Dijkema (Igor Gorgonzola Novara) - Chiaka Ogbogu (University of Texas at Austin) | - Marta Bechis (Imoco Volley Conegliano) |

| Saugella Team Monza | Saugella Team Monza |
| Przychodzą | Odchodzą |
| --- | --- |
| - Micha Hancock (Impel Wrocław) - Tetori Dixon - Helena Havelková (Shanghai Dunlop) - Hanna Orthmann (USC Münster) - Serena Ortolani (Imoco Volley Conegliano) - Sara Loda (Savino Del Bene Scandicci) - Ilaria Bonvicini (AS Volley 2001 Garlasco) - Rachele Rastelli (EuroHotel Monza) | - Berenika Tomsia (Lardini Filottrano) - Freya Aelbrecht (Robursport Volley Pesaro) - Haley Eckerman (Proton Bałakowo) - María Segura (Ubi Banca San Bernardo Cuneo) - Milica Bezarević (Balıkesir Büyükşehir Belediyespor) - Anna Nicoletti (Imoco Volley Conegliano) - Stefania Dall'Igna (Unendo Yamamay Busto Arsizio) - Silvia Lussana (SAB Volley Legnano) |

| Lardini Filottrano | Lardini Filottrano |
| Przychodzą | Odchodzą |
| --- | --- |
| - Berenika Tomsia (Saugella Team Monza) - Sara Hutinski (RC Cannes) - Annie Mitchem (University of Hawaii) - Nicole Gamba (Robursport Volley Pesaro) - Beatrice Agrifoglio (Volalto Caserta) - Giulia Melli (Club Italia) | - Tereza Vanžurová (Ubi Banca San Bernardo Cuneo) - Martina Marangon (Volalto Caserta) - Sonia Galazzo (Volalto Caserta) - Sofia Tosi (Anthea Volley Vicenza) - Elena Cappelli (szuka klubu) - Elisa Rita (szuka klubu) |
| w trakcie sezonu | |
| - Nikki Taylor (University of Hawaii) | - Giulia Melli (Golem Hermaea Olbia) |

| Robursport Volley Pesaro | Robursport Volley Pesaro |
| Przychodzą | Odchodzą |
| --- | --- |
| - Lise Van Hecke (Beşiktaş JK) - Freya Aelbrecht (Saugella Team Monza) - Yamila Nizetich (Seramiksan Spor Turgutlu) - Tatjana Bokan (Azerrail Baku) - Carlotta Cambi (Igor Gorgonzola Novara) - Gloria Baldi (Volley Millenium Brescia) - Chiara Lapi (Volley Millenium Brescia) - Giulia Carraro (Entu Hermaea Olbia) - Alessia Arciprete (Club Italia) | - Eleni Kiosi (Delta Informatica Trentino) - Nicole Gamba (Lardini Filottrano) - Isabella Di Iulio (Savino Del Bene Scandicci) - Federica Mastrodicasa (Ubi Banca San Bernardo Cuneo) - Alice Degradi (SAB Volley Legnano) - Alice Pamio (Unione Volley Montecchio Maggiore) - Alice Santini (Pallavolo AZ Zambelli Orvieto) - Rebecca Rimoldi (Bartoccini Gioiellerie Perugia) - Viola Tonello (Pallavolo Mondovì) |
| w trakcie sezonu | |
| - Veronica Angeloni (PT Petrokemia Gresik) | |

| SAB Volley Legnano | SAB Volley Legnano |
| Przychodzą | Odchodzą |
| --- | --- |
| - Jaroslava Pencová (BKS Profi Credit Bielsko-Biała) - Alicia Ogoms (Enea PTPS Piła) - Sonja Newcombe (Sichuan Volleyball) - Andrea Drews (Criollas de Caguas) - Valeria Caracuta (Liu Jo Nordmeccanica Modena) - Silvia Lussana (Saugella Team Monza) - Alice Degradi (Robursport Volley Pesaro) - Melissa Martinelli (Volley Millenium Brescia) - Giada Cecchetto (Volalto Caserta) - Giulia Bartesaghi (Volalto Caserta) - Maria Luisa Cumino (Pallavolo Lilliput Settimo Torinese) | - Sara Paris (Olimpia Teodora Rawenna) - Sara De Lellis (Fenera Chieri) - Bianca Mazzotti (Pallavolo Mondovì) - Laura Grigolo (Pallavolo AZ Zambelli Orvieto) - Francesca Figini (Volksbank Südtirol Bolzano) - Eleonora Furlan (Pallavolo Marsala) - Fabiola Facchinetti (Pallavolo Marsala) - Dayana Kosareva (Unione Volley Montecchio Maggiore) - Martina Bossi (szuka klubu) - Chiara Muzi (szuka klubu) |
| w trakcie sezonu | |
| - Cristina Barcellini | - Sonja Newcombe (Camponesa/Minas) - Andrea Drews (Pomì Casalmaggiore) - Camilla Mingardi (Liu Jo Nordmeccanica Modena) |